# 밴 존슨
찰스 벤 델 존슨(영어: Charles Van Dell Johnson, 1916년 8월 25일 ~ 2008년 12월 12일)는 미국의 배우이다.

## 영화
- MGM: 사자가 으르렁거릴 때 (1992년)
- 클라우닝 어라운드 (1992년)
- 3일간의 전쟁 (1992년)
- 공포의 크로커다일 (1989년)
- 카이로의 붉은 장미 (1985년)
- 블랙 뷰티 (1978년)
- 사랑의 유람선 (1977년)
- 형사 Q (1976년)
- 야망의 계절 (1976년)
- 엔터테인먼트 (1974년)
- 배틀 코맨드 (1969년)
- 나, 너 그리고 우리 (1968년) - 다렐 해리슨 역
- 배트맨 - 66년 TV 시리즈 (1966년)
- 서브웨이 인 더 스카이 (1959년)
- 피리 부는 사나이 (1957년)
- 베이커가로 가는 23 걸음 (1956년)
- 보텀 오브 더 보틀 (1956년)
- 비 내리는 밤의 기적 (1956년) - 아서 역
- 엔드 오브 어페어 (1955년)
- 멘 오브 더 파이팅 레이디 (1954년) - Lt. 역
- 브리가둔 (1954년)
- 케인호의 반란 (1954년) - Lt. 스티브 마릭 역
- 내가 마지막 본 파리 (1954년)
- 이지 투 러브 (1953년)
- 웬 인 로마 (1952년)
- 플리머스 어드벤쳐 (1952년)
- 이츠 어 빅 컨트리 (1951년)
- 그라운드 포 매리지 (1951년)
- 투 영 투 키스 (1951년)
- 고 포 브로크 (1951년)
- 아이다호의 공작부인 (1950년)
- 즐거운 여름 (1949년)
- 엄마는 신입생 (1949년)
- 배틀그라운드 (1949년)
- 스테이트 오브 더 유니온 (1948년)
- 하이 바바리 (1947년)
- 틸 더 클라우즈 롤 바이 (1946년)
- 노 리브, 노 러브 (1946년)
- 이지 투 웨드 (1946년)
- 스릴 오브 어 로맨스 (1945년)
- 더 화이트 클리프스 오브 도버 (1944년)
- 써티 세컨즈 오버 도쿄 (1944년)
- 자매와 수병 (1944년)
- 더 휴먼 코미디 (1943년)
- 조라는 이름의 사나이 (1943년)
- 퀴리 부인 (1943년)
- 투 매니 걸즈 (1940년)